# Iolanda di Dreux
Iolanda di Dreux (1263 – 2 agosto 1322) è stata regina consorte di Scozia, come seconda moglie del re Alessandro III di Scozia dal 1285 al 1286, poi fu duchessa consorte di Bretagna e contessa consorte di Penthièvre dal 1305 al 1312 ed infine contessa di Montfort-l'Amaury dal 1311 alla morte.

## Origine
Iolanda, secondo il Florentii Wigorniensis monachi Chronicon, era figlia del conte di Dreux, Roberto IV e di Beatrice di Montfort, che secondo gli Obituaires de la province de Sens. Tome 2, era figlia del conte di Montfort, Giovanni I e di Giovanna, signora di Chateaudun.
Roberto IV di Dreux, secondo le Preuves de l'Histoire généalogique de la maison royale de Dreux, era figlio del conte di Dreux, Giovanni I e di Maria di Borbone, figlia del Signore di Borbone, Arcimbaldo VIII e di Beatrice de Montluçon. La Casa di Dreux discendeva dai re capetingi di Francia, dal re Luigi VI, la nonna paterna Maria di Borbone discendeva dalla Casa dei Dampierre, infatti era cugina di Guido di Dampierre, conte delle Fiandre.

## Biografia
Secondo il capitolo XXXIX della cronaca di Joannis de Fordun, Iolanda, tra il 1284 ed il 1285 fu fidanzata al re di Scozia, Alessandro III, l'unico figlio di Alessandro II di Scozia, avuto dalla sua seconda moglie Maria di Coucy e secondo il capitolo XL della cronaca di Joannis de Fordun, Iolanda, sposò Alessandro III, nell'Abbazia di Jedburgh, il 1º novembre del 1285.
Iolanda era la seconda moglie di Alessandro III di Scozia, che era vedovo di Margherita d'Inghilterra, e tra il 1281 ed il 1283, aveva perso tutti i suoi figli (2 maschi e una femmina), quindi era stata sposata, sia per avere un erede che per un avvicinamento della Scozia alla Francia, nemica del rivale inglese Edoardo I d'Inghilterra ed enfatizzava l'indipendenza scozzese dall'Inghilterra. Iolanda aveva anche antenati comuni con il marito appartenenti aiSignori di Coucy e ai Conti di Dreux.
Re Alessandro morì il 18 o il 19 marzo 1286, cadendo da cavallo mentre si dirigeva dalla corte di Edimburgo a Kinghorn, e sembra che nel frattempo la regina fosse incinta dell'atteso erede; per governare il regno vennero nominati dei Guardiani di Scozia da un Parlamento istituito a Scone, Perth e Kinross il 2 o il 28 aprile 1286.
Non si sa con certezza cosa sia accaduto ma molto probabilmente ha avuto un aborto e il bambino è morto quindi prima della nascita, anche se secondo gli inglesi Iolanda ha simulato la gravidanza.
Rimasta vedova, Iolanda rientrò in Francia e, nel 1292, si sposò, in seconde nozze, con il visconte di Limoges e di Leon, Arturo II di Bretagna, che, secondo il Chronicon Kemperlegiense, Stephani Baluzii Miscellaneorum, Liber I, Collectio Veterum, Arturo era il figlio primogenito del Duca di Bretagna, Conte di Richmond e Conte di Penthièvre, Giovanni II e di Beatrice d'Inghilterra, la quale secondo gli Annales Londonienses era la figlia del re d'Inghilterra, duca d'Aquitania e Guascogna, Enrico III e di Eleonora di Provenza.
Anche Arturo era al suo secondo matrimonio; dal 1291 era vedovo di Maria, viscontessa di Limoges, che gli aveva dato tre figli:
- Giovanni(8 marzo 1286 – 30 aprile 1341), Duca di Bretagna[12]
- Guido, conte di Penthièvre (1287–1331) e padre di Giovanna di Penthièvre[13]
- Pietro (1289–1312)[14].

Nel 1311, Iolanda divenne contessa di Montfort-l'Amaury, succedendo alla madre, Giovanna di Chateaudun.
Il suo secondo marito, Arturo II morì a Château de L'Isle, nel 1312, il 15 agosto (Kalendis Augusti) e fu sepolto in una tomba marmorea nel convento dei Cordeliers a Vannes (in ecclesia fratrum minorum Venetensium) come ci confermano le Mémoires pour servir de preuves à l'Histoire ecclésiastique et civile de Bretagne, Tome I.
Ad Arturo, nel Ducato di Bretagna, succedette il figlio di primo letto Giovanni, mentre nella contea di Penthièvre, gli succedette l'altro figlio di primo letto, Guido.
In quello stesso anno, Iolanda definendosi duchessa, moglie del defunto Arturo, padre del suddetto Giovanni (Yoland de Dreux duchesse de Bretaigne femme jadis Artur Duc de Bretaigne pere doudit Jehan) affiancò il figliastro, Giovanni III, nella trattativa per la dote della sua seconda moglie, Isabella di Castiglia (1283-1328).
Iolanda morì nel 1322; secondo gli Obituaires de Sens Tome I.2, Abbaye de Port-Royal, Iolanda (dame Yoland, royne d'Escosse, duchesse de Bretaigne et contesse de Montfort) morì il 2 agosto (Aougust, IV Non).
Dopo la sua morte, la contea di Montfort passò poi a suo figlio Giovanni, che successivamente, dopo la morte del fratellastro, Giovanni III, combatté, senza successo, nella Guerra di successione bretone per reclamare il Ducato di Bretagna.

## Figli
Iolanda ad Alessandro III non diede eredi.
Iolanda ad Arturo diede sei figli:
- Giovanna, (1294-1363), sposò Roberto († 1331), signore di Marle e Cassel[13]
- Giovanni, (nato nel 1295), Duca di Bretagna[20]
- Beatrice, (nata nel 1295-1384), sposò Guido X, signore di Laval
- Alice (1297–1377), sposò Bouchard VI, Conte di Vendôme[21]
- Bianca (1300), morta infante[22]
- Maria (1302–1371), suora[23].

## Ascendenza
|                            |                         |                                      | Genitori                               |  |  | Nonni |  |  | Bisnonni                   |  |  | Trisnonni                 |  |
|                            |                         |                                      |                                        |  |  |       |  |  | Robert, III conte di Dreux |  |  | Robert, II conte di Dreux |  |
|                            |                         |                                      |                                        |  |  |       |  |  | Robert, III conte di Dreux |  |  | Robert, II conte di Dreux |  |
|                            |                         | Youlande de Coucy                    |                                        |  |  |       |  |  | Robert, III conte di Dreux |  |  |                           |  |
| Jean, I conte di Dreux     |                         |                                      |                                        |  |  |       |  |  | Robert, III conte di Dreux |  |  |                           |  |
|                            |                         | Aenor of Saint-Valéry                | Thomas de Saint-Valéry                 |  |  |       |  |  |                            |  |  |                           |  |
|                            |                         | Aenor of Saint-Valéry                | Thomas de Saint-Valéry                 |  |  |       |  |  |                            |  |  |                           |  |
|                            |                         | Aenor of Saint-Valéry                | Adela de Ponthieu, Dame de Saint-Aubin |  |  |       |  |  |                            |  |  |                           |  |
| Robert, IV conte di Dreux  |                         | Aenor of Saint-Valéry                |                                        |  |  |       |  |  |                            |  |  |                           |  |
|                            |                         | Arcimbaldo VIII di Borbone           | Guy II de Dampierre                    |  |  |       |  |  |                            |  |  |                           |  |
|                            |                         | Arcimbaldo VIII di Borbone           | Guy II de Dampierre                    |  |  |       |  |  |                            |  |  |                           |  |
|                            |                         | Arcimbaldo VIII di Borbone           | Mathilde di Borbone                    |  |  |       |  |  |                            |  |  |                           |  |
| Marie di Borbone           |                         | Arcimbaldo VIII di Borbone           |                                        |  |  |       |  |  |                            |  |  |                           |  |
|                            |                         | Béatrice de Montluçon                | Archambaud de Montluçon                |  |  |       |  |  |                            |  |  |                           |  |
|                            |                         | Béatrice de Montluçon                | Archambaud de Montluçon                |  |  |       |  |  |                            |  |  |                           |  |
|                            |                         | Béatrice de Montluçon                | …                                      |  |  |       |  |  |                            |  |  |                           |  |
| Iolanda di Dreux           |                         | Béatrice de Montluçon                |                                        |  |  |       |  |  |                            |  |  |                           |  |
|                            | Amalrico VI di Montfort | Simone IV di Montfort                |                                        |  |  |       |  |  |                            |  |  |                           |  |
|                            | Amalrico VI di Montfort | Simone IV di Montfort                |                                        |  |  |       |  |  |                            |  |  |                           |  |
|                            | Amalrico VI di Montfort | Alix de Montmorency                  |                                        |  |  |       |  |  |                            |  |  |                           |  |
| Jean, I di Montfort        | Amalrico VI di Montfort |                                      |                                        |  |  |       |  |  |                            |  |  |                           |  |
|                            |                         | Beatrice di Borgogna                 | Ghigo VI del Viennois                  |  |  |       |  |  |                            |  |  |                           |  |
|                            |                         | Beatrice di Borgogna                 | Ghigo VI del Viennois                  |  |  |       |  |  |                            |  |  |                           |  |
|                            |                         | Beatrice di Borgogna                 | Beatrix de Sabran                      |  |  |       |  |  |                            |  |  |                           |  |
| Beatrice di Montfort       |                         | Beatrice di Borgogna                 |                                        |  |  |       |  |  |                            |  |  |                           |  |
|                            |                         | Geoffroy VII, Visconte di Chateaudun | Geoffroy VI, Visconte di Chateaudun    |  |  |       |  |  |                            |  |  |                           |  |
|                            |                         | Geoffroy VII, Visconte di Chateaudun | Geoffroy VI, Visconte di Chateaudun    |  |  |       |  |  |                            |  |  |                           |  |
|                            |                         | Geoffroy VII, Visconte di Chateaudun | Alix de Fréteval                       |  |  |       |  |  |                            |  |  |                           |  |
| Jeanne, Dame de Chateaudun |                         | Geoffroy VII, Visconte di Chateaudun |                                        |  |  |       |  |  |                            |  |  |                           |  |
|                            |                         | Clémence des Roches                  | Guillaume des Roches                   |  |  |       |  |  |                            |  |  |                           |  |
|                            |                         | Clémence des Roches                  | Guillaume des Roches                   |  |  |       |  |  |                            |  |  |                           |  |
|                            |                         | Clémence des Roches                  | Marguerite de Sablè                    |  |  |       |  |  |                            |  |  |                           |  |
|                            |                         | Clémence des Roches                  |                                        |  |  |       |  |  |                            |  |  |                           |  |

### Fonti primarie
- (LA)  Chronicles of the reigns of Edward I. and Edward II, Annales Londonienses.
- (LA)  Obituaires de la province de Sens. Tome 1,Partie 2.
- (LA)  Rerum Gallicarum et Francicarum Scriptores, tomus XXI.
- (LA)  Mémoires pour servir de preuves à l´histoire ecclésiastique et civile de Bretagne, Tome I.
- (LA)  Obituaires de la province de Sens. Tome 2.
- (LA)  Florentii Wigorniensis Monachi Chronicon, Tomus II, Continuatio.
- (LA)  Joannis de Fordun Scotichronicon, Vol. II.
- (LA)  Stephani Baluzii Miscellaneorum, Liber I.

### Letteratura storiografica
- Edward Armstrong, "L'Italia al tempo di Dante", cap. VI, vol. VI (Declino dell'impero e del papato e sviluppo degli stati nazionali) della Storia del Mondo Medievale, 1999, pp. 234–296.
- (FR)  Lobineau, G. A. (1707) Histoire de Bretagne (Paris), Tome I.
- (FR)  Histoire généalogique de la maison royale de Dreux.